# Cypripedium macranthos
The Large-flowered Cypripedium (Cypripedium macranthos) là một loài lan Cypripedium.

## Hình ảnh

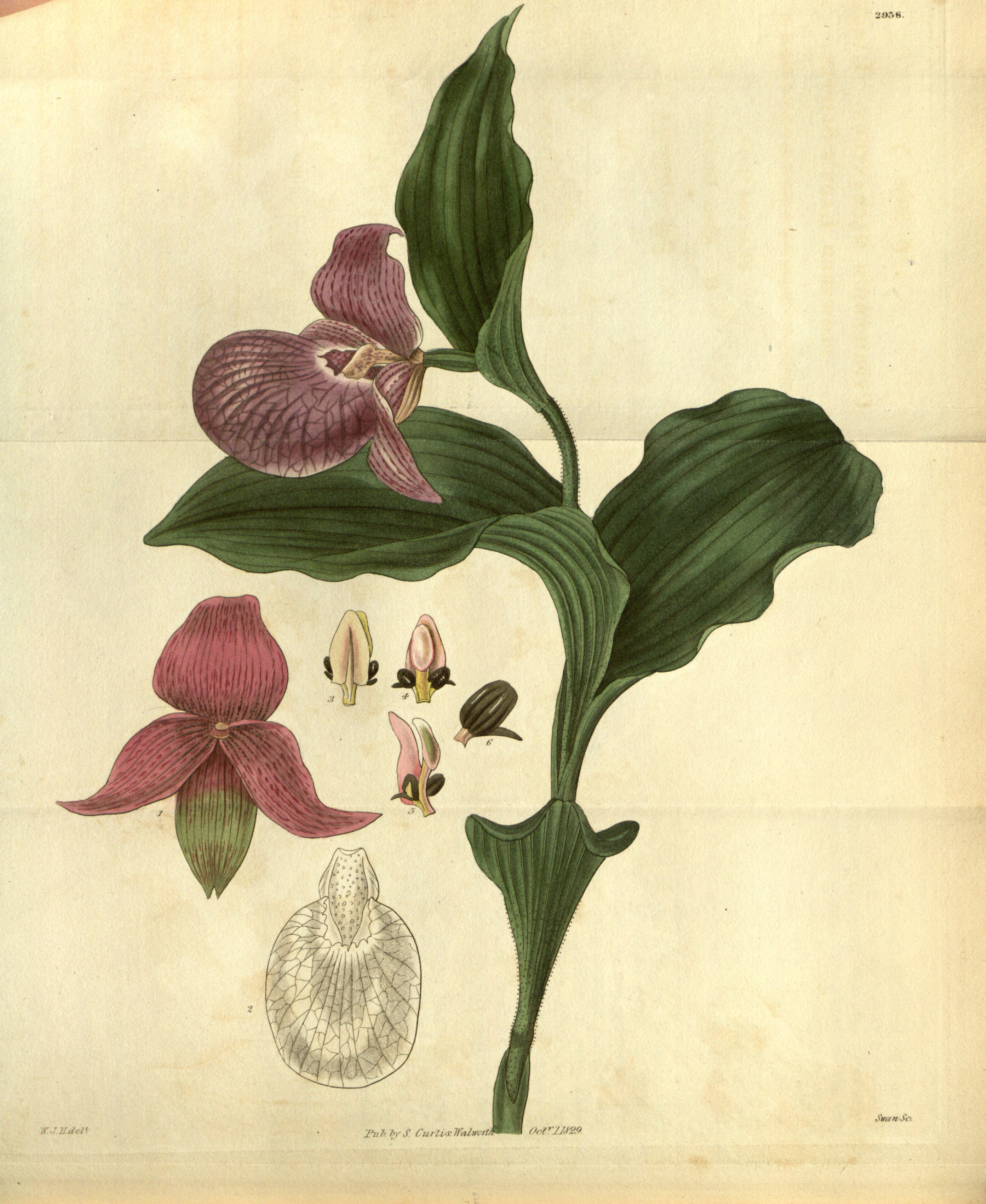
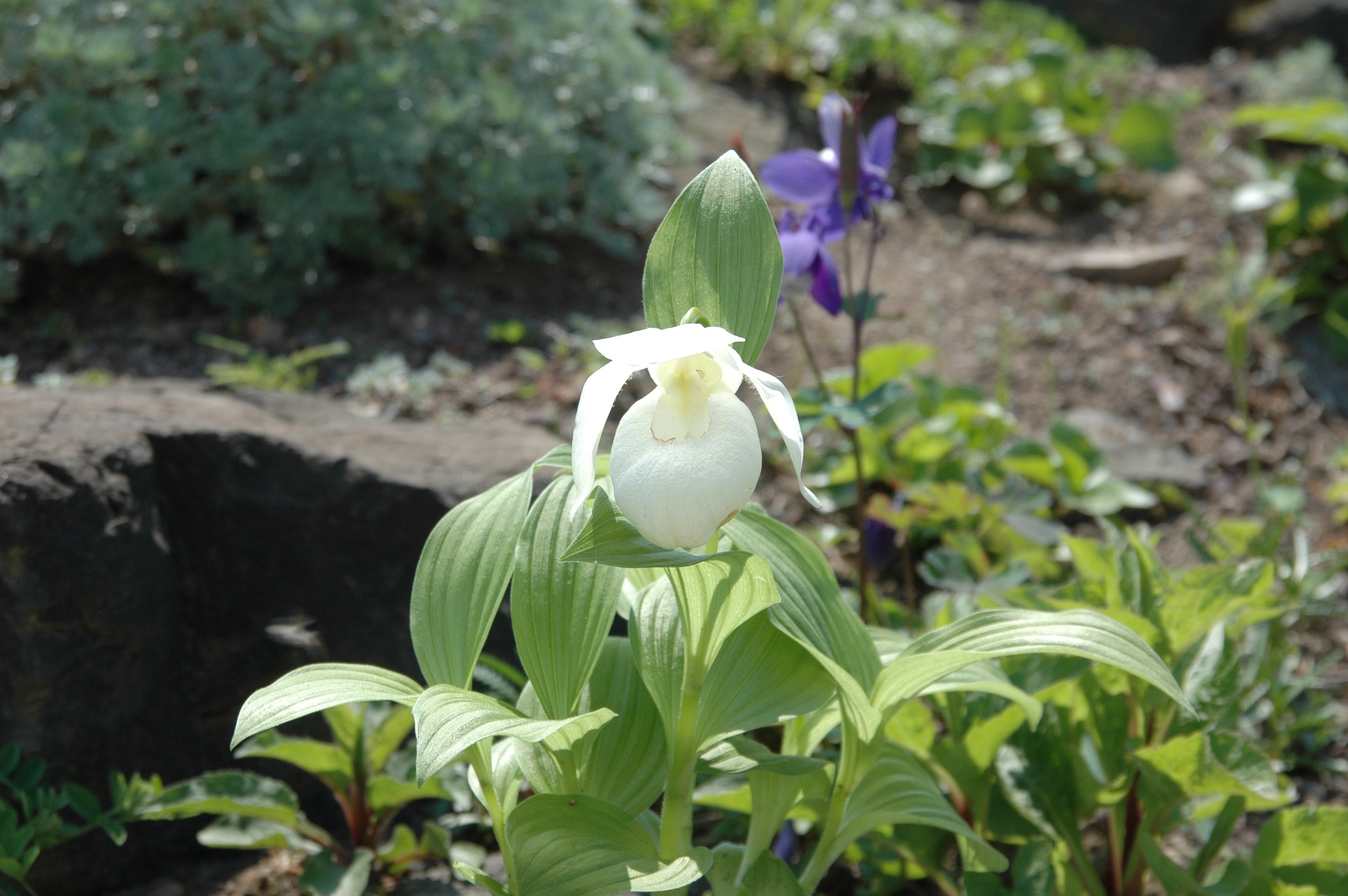
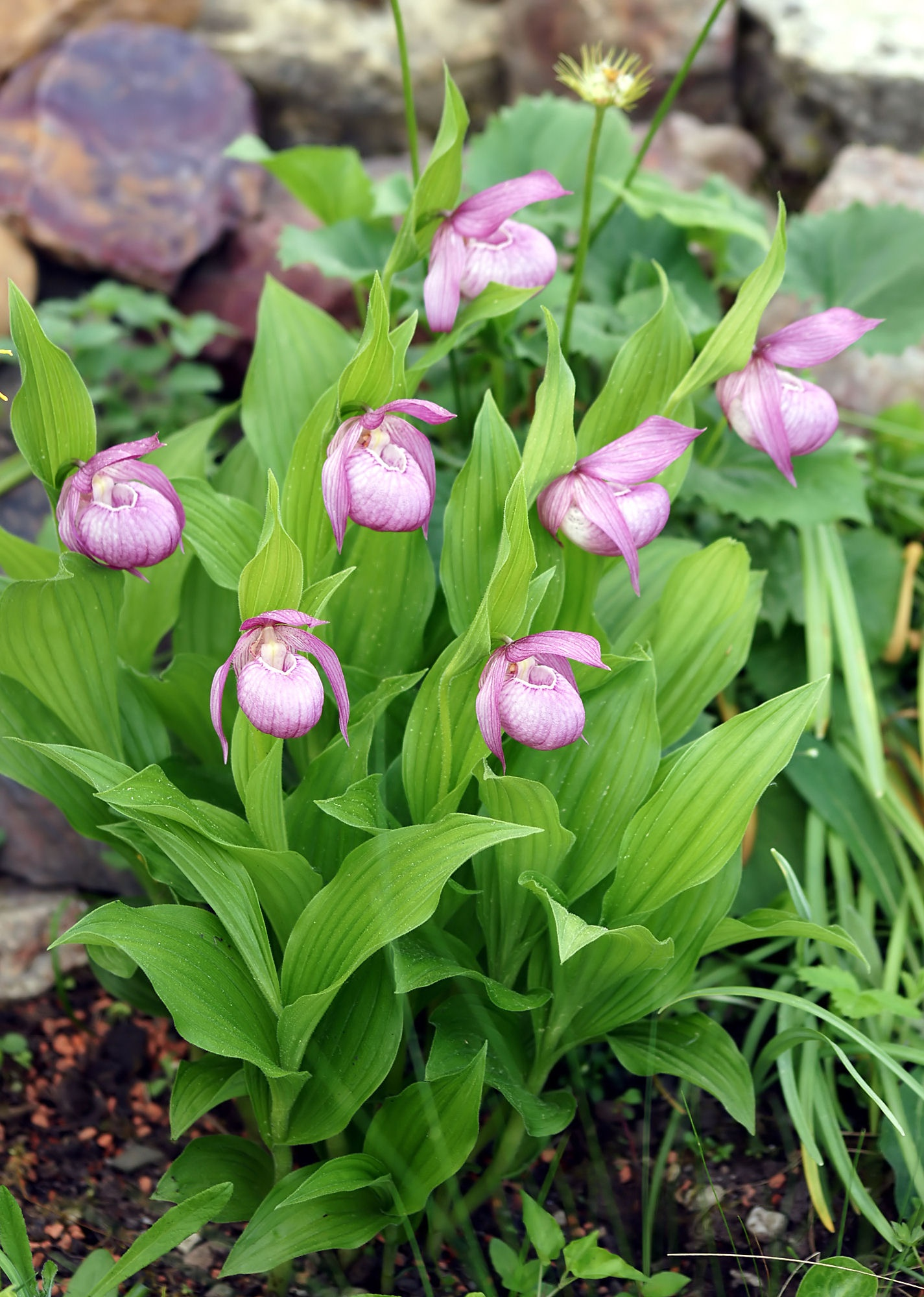
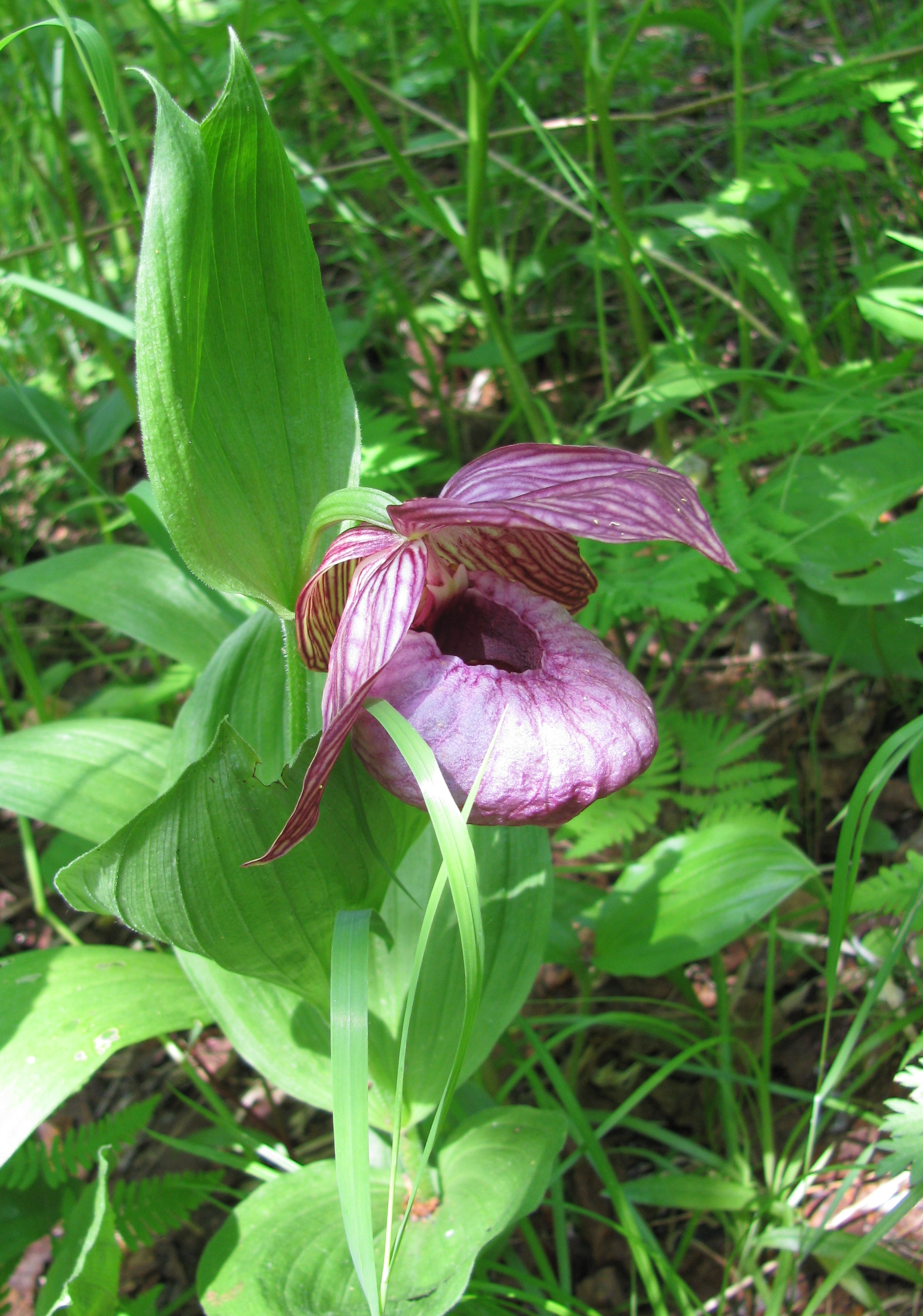